# لغات الكولياك
لغات الكولياك هي مجموعة لغات محكية في إقليم كاراموجا الجبلي في الشمال الشرقي من أوغندا. ورغم أن لغة الإيك نشطة ومتنامية فإن لغتي السوو والنيانجي تضمحل مع متحدثين لها من كبار السن فقط. وترتيب الكلام في هذه اللغات يبتدأ بالأفعال.